# 90533 Laurentblind
90533 Laurentblind este un asteroid din centura principală. A fost descoperit la 28 martie 2004, de astronoma amatoare franceză Claudine Rinner, la Ottmarsheim.

## Caracteristici
Asteroidul prezintă o orbită caracterizată de o semiaxă majoră egală cu 2,6941496 u.a. și de  o excentricitate de 0,0671476, înclinată cu 5,59556° în raport cu ecliptica.

## Denumirea asteroidului
Asteroidul a primit numele 90533 Laurentblind, în onoarea prietenului descoperitoarei, timp de optsprezece ani, Laurent Blind (n. 1965). La descoperire, asteroidul primise denumirea provizorie 2004 FB29.